# Settimio Passamonti
Settimio Passamonti (Mosciano Sant'Angelo, 20 luglio 1954 – Roma, 21 aprile 1977) è stato un militare italiano.

## Biografia
Passamonti, allievo sottufficiale di pubblica sicurezza presso la Scuola allievi sottufficiali di Nettuno, fu ucciso mentre prestava servizio di ordine pubblico durante una manifestazione indetta a Roma dall'area dell'Autonomia Operaia. Fu uno dei molti morti nel corso degli anni di piombo; alla sua memoria il comune natale ha intitolato una strada e la questura di Teramo mentre quello di Roma un largo nei pressi del luogo nel quale cadde ucciso.

## La situazione politica
La tensione in Italia era salita bruscamente da quando, durante gli scontri di piazza avvenuti poco più di un mese prima a Bologna tra studenti di Comunione e Liberazione e della sinistra extraparlamentare, venne ucciso, da un proiettile attribuito allo sparo ad altezza d'uomo di un carabiniere rimasto ignoto, lo studente in medicina e chirurgia e militante di Lotta Continua Francesco Lorusso.

## Gli scontri
Il mattino del 21 aprile la polizia sgomberò l'Università di Roma occupata da studenti dell'area dell'Autonomia.
Nel pomeriggio appartenenti all'area degli autonomi reagirono con bottiglie Molotov e armi da fuoco. Vicino alla città universitaria, nella zona di San Lorenzo, un gruppo di manifestanti aprì il fuoco contro le forze dell'ordine. Settimio Passamonti raggiunto da due colpi di pistola cadde ucciso. L'agente Antonio Merenda, altri due agenti (secondo alcune fonti tre) e un carabiniere furono feriti, ma si salvarono. Rimase ferita anche la giornalista Patrizia Bermier.
Lo scontro fu uno dei più violenti degli anni di piombo per il numero dei colpiti e per il volume di fuoco .
Il giorno successivo il governo vietò tutte le manifestazioni nel Lazio per un mese ed il ministro dell'Interno Francesco Cossiga annunciò il provvedimento alla stampa dichiarando: «Deve finire il tempo dei figli dei contadini meridionali uccisi dai figli della borghesia romana».
Le indagini non portarono alla identificazione dei responsabili e l'assassinio del giovane rimase impunito.

## Anniversari
- Il 25 aprile 2017, in occasione del 72º anniversario della Festa della Liberazione, il Comune di Mosciano Sant'Angelo, l'ANPS, la Questura di Teramo e i familiari di Settimio Passamonti, hanno ricordato il caduto con una cerimonia solenne in occasione dei quarant'anni dalla sua uccisione 1977-2017, alla presenza della Fanfara della Polizia di Stato.[3]